# گری الفیک
گری الفیک (انگلیسی: Gary Elphick؛ زادهٔ ۱۷ اکتبر ۱۹۸۵) بازیکن فوتبال اهل بریتانیا است.
از باشگاه‌هایی که در آن بازی کرده‌است می‌توان به باشگاه فوتبال ایست‌بورن بورو، باشگاه فوتبال ایستلی، باشگاه فوتبال تونبریج آنجلز، باشگاه فوتبال هاوانت و واترلوویل، باشگاه فوتبال سنت آلبنز سیتی، باشگاه فوتبال برایتون اند هوو آلبیون، باشگاه فوتبال لوس، باشگاه فوتبال وورتینگ، و باشگاه فوتبال آلدرشات تاون اشاره کرد.